# Dave Taylor (rugby à XIII)
Pour les articles homonymes, voir Dave Taylor (homonymie).

a Compétitions nationales et continentales officielles uniquement.

b Matchs officiels uniquement.
David Taylor, né le 7 août 1988 à Rockhampton, est un joueur de rugby à XIII australien évoluant au poste de deuxième ligne, de centre ou pilier dans les années 2000 & 2010. Il fait ses débuts avec les Brisbane Broncos en National Rugby League avant de rejoindre les South Sydney Rabbitohs puis les Gold Coast Titans. En 2016, il change de championnat et s'engage avec les Dragons Catalans en Super League
Au cours de sa carrière, il a été international australien en 2012 et a également disputé le State of Origin.

## Détails

### En équipe nationale
Il est également international australien mais n'a connu qu'une seule sélection.

### En club
David Taylor a évolué dans trois clubs différents au cours de sa carrière.
| Saison | Club                   | Compétition           | Matchs | Points | Essais | Buts | Drop |
| ------ | ---------------------- | --------------------- | ------ | ------ | ------ | ---- | ---- |
| 2006   | Brisbane Broncos       | National Rugby League | 1      | -      | -      | -    | -    |
| 2007   | Brisbane Broncos       | National Rugby League | 12     | 12     | 3      | -    | -    |
| 2008   | Brisbane Broncos       | National Rugby League | 15     | 4      | 1      | -    | -    |
| 2009   | Brisbane Broncos       | National Rugby League | 21     | 20     | 5      | -    | -    |
| 2010   | South Sydney Rabbitohs | National Rugby League | 18     | 24     | 6      | -    | -    |
| 2011   | South Sydney Rabbitohs | National Rugby League | 19     | 12     | 3      | -    | -    |
| 2012   | South Sydney Rabbitohs | National Rugby League | 26     | 36     | 9      | -    | -    |
| 2013   | Gold Coast Titans      | National Rugby League | 20     | 16     | 4      | -    | -    |
| 2014   | Gold Coast Titans      | National Rugby League | 19     | 28     | 7      | -    | -    |
| 2015   | Gold Coast Titans      | National Rugby League | 19     | 16     | 4      | -    | -    |
| 2016   | Dragons Catalans       | Super League          | 3      | 8      | 2      | -    | -    |
| Total  | Total                  | Total                 | 173    | 176    | 88     | 42   | -    |